# Misfer Al-Marri
Pour les articles homonymes, voir Al-Marri.
Misfer Al-Marri est un pilote de rallye automobile qatari, né en 1950 et mort le 23 février 2014 à Londres (peu après que son rallye national a été disputé).

## Biographie
Ses prestations durant la saison 2010 lui ont valu d'être sacré champion du Moyen-Orient des rallyes pour la première fois.
Son copilote est le britannique Chris Patterson.

## Palmarès

### Titres
- Champion du Moyen-Orient des rallyes FIA (MORC), en 2010 sur Subaru Impreza N16.
- Vice-champion du Moyen-Orient des rallyes des voitures de production, en 2002.

### Podiums notables
- 2e du rallye du Qatar 2010 ((MERC);
- 2e du rallye de Sharqia (Arabie saoudite) 2010 (MERC);
- 2e du rallye de Chypre 2010 (MERC);
- 3e du rallye du Liban 2010 (MERC);
- 3e du rallye de Syrie 2010 (MERC);
- 3edu rallye de Dubai 2010 (MERC) (également en 2009).